# 에콰도르가시주머니생쥐
에콰도르가시주머니생쥐(Heteromys teleus)는 주머니생쥐과에 속하는 설치류의 일종이다. 에콰도르 중서부 지역의 토착종이며, 해수면과 해발 2000m 사이의 해안가 평원과 안데스산맥 서부 경사면에서 발견된다. 야행성 동물이며, 건조한 열대 상록수 숲에서 서식한다. 윤곽이 뚜렷한 통행로를 만들며, 물가 근처에서 발견되기도 한다. 산림 파괴와 서식지 파편화때문에 위협을 받고 있다.